# ألبرت هوب
ألبرت هوب (بالإنجليزية: Albert Hope) هو مجدف نيوزيلندي، ولد في عقد 1910، وتوفي في 1966.